# 24 a.C.
Il 24 a.C. (XXIV a.C. in numeri romani) è un anno  del I secolo a.C.

## Eventi
- Augusto viene nominato console per la decima volta, assieme a Gaio Norbano Flacco.

## Morti
- Quintilio Varo, critico letterario romano